# 투득군
투득군(베트남어: Quận Thủ Đức / 郡守德)은 베트남 호찌민시의 군(quận)이다. 1997년 투득군의 남부가 분할되어 2군과 9군이 되었다. 2010년을 기준으로 인구 455,899명에, 면적은 48km2이다. 2020년 2군과 9군이 재통합되어 시할시인 투득시로 개편됐다.

## 행정 구역
투득군은 12개의 방(坊)으로 구성되어 있다.
- 린동 방 (Linh Ðông / 靈東)
- 린떠이 방 (Linh Tây / 靈西)
- 린찌에우 방 (Linh Chiểu / 靈沼)
- 린쭝 방 (Linh Trung / 靈中)
- 린쑤언 방 (Linh Xuân / 靈春)
- 히엡빈짜인 방(Hiệp Bình Chánh / 協平正)
- 히엡빈프억 방 (Hiệp Bình Phước / 協平福)
- 땀푸 방 (Tam Phú / 三富)
- 쯔엉토 방 (Trường Thọ / 長壽)
- 빈찌에우 방 (Bình Chiểu / 平沼)
- 빈토 방 (Bình Thọ / 平壽)
- 땀빈 방 (Tam Bình / 三平)

## 교육
- 호찌민 베트남 국립대학교가 이곳에 위치해 있다.
- 베트남 인민 경찰 대학
- 호치민시 은행
- 호치민시 농림 대학교
- 호치민시 기술 대학
- 호치민시 법과 대학
- 호치민 체육 체육 대학
- 건설 대학
- 호치민 전문 학교

## 산업
린쭝에 린쭝수출가공구(LINH TRUNG EXPORT PROCESSING ZONE 1 & 2)가 있다. 공단 내 입주는 청정산업만 가능하며, 다음과 같은 하이테크 산업을 권장하는 단지이다. 대만, 홍콩, 한국, 일본, 벨기에 등의 기업들이 입주해 있다. 1번 국도 바로 옆에 있으며, 사이공 신항에서 11km, 송탄 기차역에서 1.6km, 탄손나트 국제공항에서 20km 떨어진 곳에 위치한다.

## 편의시설
- 사이공 수상 공원이 있었지만, 현재는 폐쇄되었다.